# Soraya Resende Fleischer
Soraya Resende Fleischer é uma cientista, antropóloga, pesquisadora, diretora de filmes, divulgadora científica, podcaster, mãe e professora associada do Departamento de Antropologia da Universidade de Brasília.  Bacharel em Ciências Sociais (UnB, 1997), Mestre em Antropologia Social (UnB, 2000), Doutora em Antropologia Social (UFRGS, 2007) e Pós-doutora em Antropologia pela Universidade Johns Hopkins (Johns Hopkins, 2016). Editora executiva do Anuário Antropológico (A2) e Editora da Área de Antropologia da BIB/ANPOCS (B1). Pesquisa na área da Antropologia da saúde, interessada em processos de adoecimento, cronicidade, deficiência, metodologia e ética em pesquisa,sempre atenta ao SUS 
Integra a CASCA – Coletivo de Antropologia e Saúde Coletiva, um laboratório de pesquisa, extensão e docência na UnB. Desde 2016, tem coordenado e conduzido a pesquisa “Síndrome congênita do vírus Zika em Recife/PE: Uma antropologia dos ímpetos maternos, científicos e políticos”, realizando pesquisa de campo sempre acompanhada de estudantes em formação como pesquisadoras. Resultados recentes dessa pesquisa foram publicados nas revistas “Cadernos de Campo”, “Interface” e “Cadernos de Gênero e Diversidade” e textos de popularização científica podem ser encontrados no Blog da pesquisa: https://microhistorias.wixsite.com/microhistorias.
Dirigiu o documentário "Bicha braba", produzido a partir de pesquisa etnográfica, realizada entre 2008 e 2014, no bairro da Guariroba (Ceilândia/DF), com senhoras e senhores  que possuíam hipertensão arterial e a diabetes mellitus, disponível no Youtube . Atualmente, está pesquisando as consequências da epidemia do vírus Zika no Recife/PE e produzindo o Mundaréu, um podcast de Antropologia (UnB-Unicamp).

## Livros Publicados e organizados
FLEISCHER, Soraya. Descontrolada: uma etnografia dos problemas de pressão. 1. ed. São Carlos: Editora da Universidade Federal de São Carlos, 2018. v. 500. 261p .
FLEISCHER, S. R.. Parteiras, buchudas e aperreios: Uma etnografia do atendimento obstétrico não oficial em Melgaço, Pará. 1. ed. Santa Cruz do Sul/RS -Belém/PA: EDUNISC e Paka Tatu, 2011. v. 500. 352p .
FLEISCHER, S. R.; CRUZ, N.M. (Org.) ; BERNARDINO-COSTA, J. (Org.) ; CRUZ, T. (Org.) ; FIGUEIREDO, A. (Org.) . Tensões e experiências: Um retrato das trabalhadoras domésticas em Brasília e Salvador. 1. ed. Brasília/DF: Centro Feminista de Estudos e Assessoria - CFEMEA, 2011. v. 3.000. 234p .
FLEISCHER, S. R.. Vozes latino-americanas pela legalização do aborto. Brasília: Centro Feminista de Estudos e Assessoria, 2009. v. 1500. 112p .
FLEISCHER, S. R.; DULTRA, Eneida. (Org.) . Como parlamentares pensam os direitos das mulheres? Pesquisa na Legislatura 2007-2010 no Congresso Nacional. 4. ed. Brasília, DF: Centro Feminista de Estudos e Assessoria (CFEMEA), 2009. v. 500. 124p .
FLEISCHER, S. R.. Passando a América a limpo: O trabalho de housecleaners brasileiras em Boston, Massachussets. 1. ed. São Paulo, SP: Annablume, 2002. v. 1.000. 272p